# Aero AT-3
De Aero AT-3 is een tweezits laagvleugelig vliegtuig, dat gebouwd wordt in Polen in vliegklare gecertificeerde vorm en als zelfbouwpakket. Het is een conventioneel vliegtuig met een statisch driewielig landingsgestel. Het toestel biedt ruimte aan twee personen, inclusief de piloot. Het wordt veel gebruikt als lesvliegtuig. Mogelijke manoeuvres zijn, naast normale vliegmanoeuvres: de Lazy Eight, de Chandelle, overtrekken en een scherpe bocht maken met maximaal 60° rol.

## Specificaties (AT-3)
- Lengte: 6.25 m
- Spanwijdte: 7.55 m
- Hoogte: 2.23 m
- Propellerdiameter: 1.73 m
- Motor: Rotax 912S (100 pk)
- Leeggewicht: 350 kg
- Max take off gewicht: 582 kg
- Max kruissnelheid: 208 km/h
- Never exceed speed: 236 km/h
- Overtreksnelheid: 81 km/h met flaps, 96 km/h zonder flaps
- Afstand nodig voor opstijgen: 160 m
- Afstand nodig voor landing: 150 m